# 刚毛秋海棠
刚毛秋海棠（学名：Begonia setifolia）是秋海棠科秋海棠属的植物，是中国的特有植物。分布在中国大陆的云南等地，生长于海拔1,300米的地区，见于常绿阔叶林下阴湿处或箐边，目前已由人工引种栽培。